# Lam Pageu
Lam Pageu is een bestuurslaag in het regentschap Aceh Besar van de provincie Atjeh, Indonesië. Lam Pageu telt 253 inwoners (volkstelling 2010).